# Euthanasie en Suisse
L’euthanasie en Suisse est légalement autorisée sous conditions définies par la loi.
Les autorités fédérales de la Confédération suisse résument la situation de la manière suivante :
« En Suisse, l'assistance au suicide n'est pas punissable, pour autant qu'elle ne réponde pas à un mobile égoïste. Cette réglementation libérale permet à la fois de protéger la vie humaine et de respecter la volonté des personnes souhaitant mettre fin à leurs jours. La Suisse se distingue, sur ce plan, des pays qui l'entourent, ce qui a entraîné l'apparition du phénomène dit du « tourisme de la mort », avec ses conséquences indésirables. Il reste à savoir si ces deux formes d'euthanasie doivent être réglées expressément au niveau de la loi. En revanche, il ne fait pas de doute que l’euthanasie active directe (homicide intentionnel visant à abréger les souffrances d’une personne) doit rester punissable dans tous les cas. »

## Euthanasie prévue par la loi
La loi suisse n'autorise jamais explicitement l'euthanasie mais cherche à protéger les individus de « fausse euthanasie ».
L'expression « euthanasie » (gr : εὐθανασία : εὐ-, « bonne », θάνατος, « mort ») désigne originellement l'acte mettant fin à la vie d'une autre personne pour lui éviter l'agonie, mais la difficulté est de déterminer qui doit définir l'agonie. Par intérêt personnel, une personne peut être tentée d'assassiner un individu et cacher son crime sous l'apparence d'une euthanasie.
La loi suisse considère donc par principe qu'il s'agit d'un homicide atténué. Ainsi, l'homicide intentionnel dans le but d’abréger les souffrances d’une personne reste illégal en Suisse, même sur la demande de la victime (article 114 du code pénal suisse). En revanche, l'assistance au suicide est autorisée dès lors que l'aide apportée n'est pas motivée par « un mobile égoïste » (article 115 du code pénal).

### Vers une acceptation de l'euthanasie active lors de circonstances exceptionnelles?
Le 6 décembre 2010, l'euthanasie active a été remise en question par le Tribunal du district de Boudry. Un ex-médecin cantonal du canton de Neuchâtel, poursuivi pour euthanasie active, a été acquitté. L'ex-médecin cantonal, qui n'était plus en exercice au moment des faits, avait accompli le dernier geste dans une procédure d'aide au suicide d'une femme totalement paralysée.
Vouée à mourir par asphyxie à cause d'une sclérose latérale amyotrophique, la patiente avait fait appel à Exit. Mais le moment venu, soit le 10 septembre 2009, elle ne pouvait bouger plus qu'un pied. L'ex-médecin cantonal lui avait alors proposé de lui envoyer le produit létal quand elle bougerait son pied.
Si le juge a relevé que l'article 114 a bien été transgressé, celui-ci a également retenu que la patiente avait la volonté de mourir (exprimée à plusieurs reprises auparavant) et a estimé qu'il aurait été « cruel de ne pas agir ». L'accusé, selon les mots du juge, « n’avait pas d’alternative pour préserver la dignité humaine et la volonté de la patiente. » En ce sens, la cour rejoint les arguments de la défense qui estimait que le législateur n'avait pas voulu dire, au travers de l'article 114, « Si tu peux te donner la mort avec ton pouce, c’est OK. Si tu ne peux pas, c’est tant pis. »
L'ex-médecin cantonal aurait donc agi dans un état de nécessité qui rendrait, selon le jugement, son acte excusable. Ainsi pour la Cour, le droit comportait une brèche.
Le procureur a indiqué qu'il lirait les « considérant » avant de décider s'il allait recourir au Tribunal fédéral. Le 4 janvier 2011, le Ministère public du canton de Neuchâtel annonce renoncer à tout recours, rendant l'acquittement de l'ex-médecin cantonal définitif,.

## Formes d'euthanasie tolérées
Selon un rapport du groupe de travail Assistance au décès, institué par le département fédéral de la police et de la justice suisse : « il n'existe pas de réglementation légale explicite de l'euthanasie passive et de l'euthanasie active indirecte. Ces deux formes d'euthanasie sont considérées aujourd'hui déjà comme admissibles. Actuellement ces formes d'euthanasie ne sont traitées que dans les directives s'y rapportant de l'Académie suisse des sciences médicales. »
L'euthanasie passive et de l'euthanasie active indirecte sont donc tolérées en Suisse. Le code éthique de l'Académie Suisse des Sciences Médicales (ASSM) autorise donc « la renonciation à la mise en œuvre ou arrêt des mesures nécessaires au maintien de la vie » (euthanasie passive) et l'« administration de substance pour réduire les souffrances et dont les effets secondaires sont susceptibles de réduire la durée de survie » (euthanasie indirecte active).
Exit, de l'association pour le Droit de Mourir dans la Dignité (ADMD), fournit aux résidents de suisse romande la possibilité de recevoir une aide au suicide. D'autres associations de ce type existent, comme Dignitas.

## Débats actuels en Suisse
Le 17 juin 2003, le Conseil des États adopte la motion Euthanasie et médecine palliative. La motion charge le Conseil fédéral de soumettre des propositions en vue d’une réglementation législative de l’euthanasie active indirecte et de l’euthanasie passive, ainsi que de prendre des mesures pour promouvoir la médecine palliative.
Le 4 juillet 2003, le DFJP a chargé la Commission nationale d’éthique d’examiner dans son ensemble la problématique de l’assistance au décès sous l’angle éthique et juridique.
Le 5 février 2004, le DFJP décharge la Commission nationale d'éthique de son mandat, celle-ci n'ayant ni les ressources humaines ni les moyens financiers nécessaires pour s'en acquitter.
Le 10 mars 2004, le Conseil national adopte la motion de la Commission des affaires juridiques du Conseil des États Euthanasie et médecine palliative.
Le 11 juin 2005, la Commission nationale d'éthique émet des recommandations en rapport avec l'assistance au suicide.
Le 6 février 2006, l’OFJ met en consultation au sein de l’administration un avant-projet du rapport Assistance au décès et médecine palliative: la Confédération doit-elle légiférer ?
Le 31 mai 2006, le Conseil fédéral prend acte du rapport Assistance au décès et médecine palliative: la Confédération doit-elle légiférer ? Il recommande au Parlement de renoncer à entreprendre une révision des dispositions pertinentes du Code pénal ainsi qu’à adopter une loi sur l’admission et la surveillance des organisations d’assistance au suicide.
Le 29 août 2007, le Conseil fédéral prend acte du rapport complémentaire sur l’assistance au décès.
Le 2 juillet 2008, le Conseil fédéral charge le Département fédéral de justice et police (DFJP) d’examiner de manière approfondie la nécessité d’élaborer des dispositions législatives spécifiques en matière d’assistance au suicide organisée et de lui soumettre un rapport au début de 2009.
Le 6 décembre 2010, la Justice neuchâteloise acquitte l'ancien médecin cantonal poursuivi pour euthanasie active.